# Acontia sexpunctata
Acontia sexpunctata är en fjärilsart som beskrevs av Fabricius 1794. Acontia sexpunctata ingår i släktet Acontia och familjen nattflyn. Inga underarter finns listade i Catalogue of Life.